# Biozentrum der Universität Basel

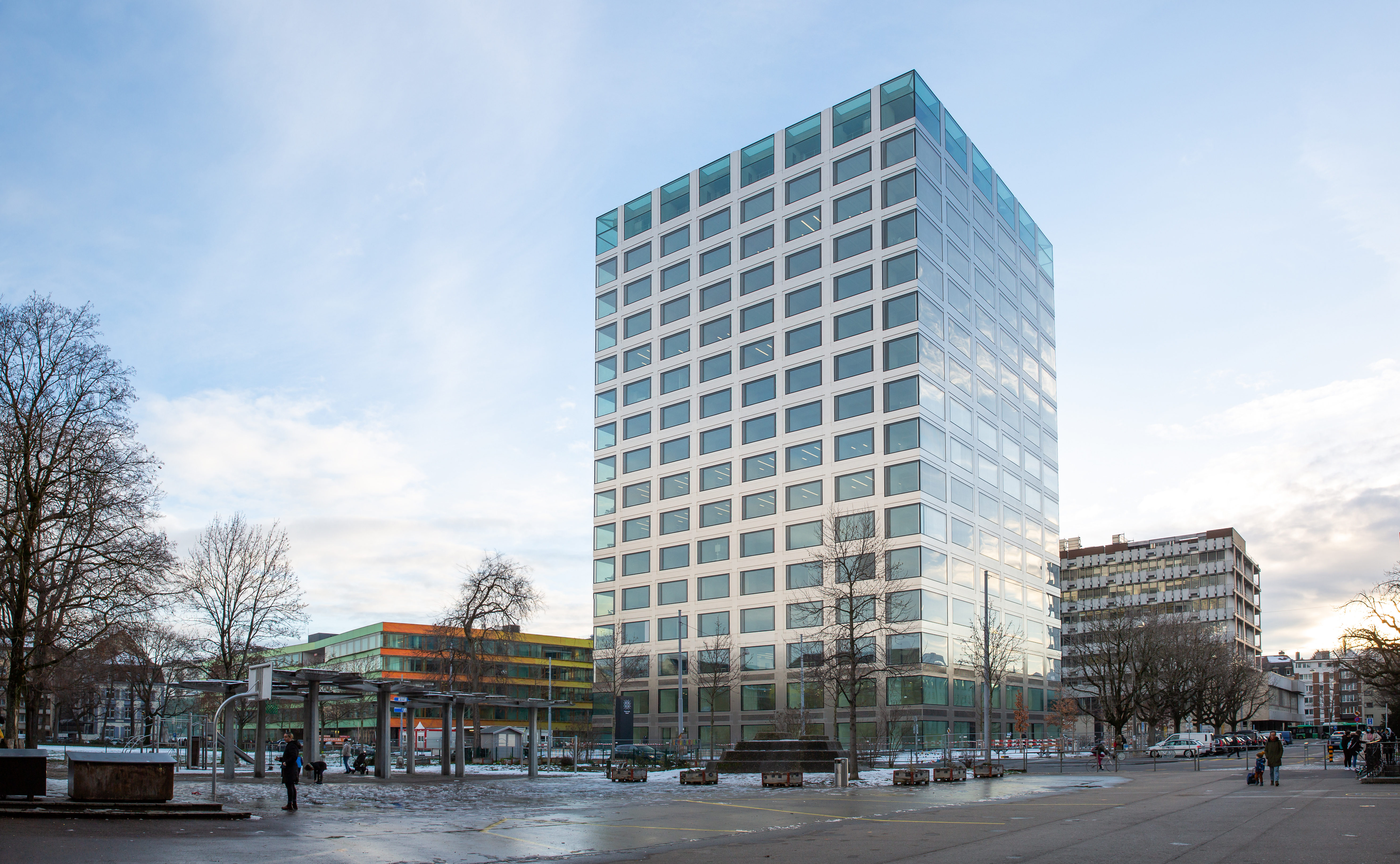
Biozentrum der Universität Basel (Basel, Schweiz)

Das Biozentrum ist ein Departement der Universität Basel. Es ist ein interdisziplinäres Institut der molekularen und biomedizinischen Grundlagenforschung und Lehre. Mit über 500 Mitarbeitern ist das Biozentrum die grösste Abteilung der Philosophisch-Naturwissenschaftliche Fakultät der Universität Basel. 32 Forschungsgruppen mit Wissenschaftlern aus über 40 Nationen untersuchen wie Moleküle und Zellen Leben erschaffen – vom Atom bis zum Organismus und disziplinübergreifend von der Physik des Lebens bis zur Dynamik vielzelliger Systeme. Entsprechend breitgefächert sind die Forschungsfelder.  Derzeitiger Direktor des Biozentrums ist Alexander F. Schier.

## Aufgaben und Geschichte
Das Biozentrum wurde 1971 aus der damals innovativen Idee gegründet, die verschiedenen biologisch-naturwissenschaftlichen Disziplinen unter einem Dach zu vereinen. Das interdisziplinäre Institut weist eine lange Liste an Wissenschaftspreisen auf, unter anderem den 1978 an Werner Arber verliehenen Nobelpreis für Physiologie oder Medizin.
Im Zeitraum von 2013 bis 2021 bauten die Kantone Basel-Stadt und Basel-Landschaft einen Neubau, ein 73 Meter hohes Life-Sciences-Gebäude nach einem Entwurf der Zürcher Ilg Santer Architekten auf dem Schällemätteli-Areal. Der neue Biozentrum-Turm wurde am 21. September 2021 eröffnet und bietet Arbeitsplätze für über 400 Forschende und 900 Studenten. Die auf die Bedürfnisse der Forschungsgruppen massgeschneiderten Labore sind hochmodern und entsprechen den neusten Anforderungen der sich rasant entwickelnden Forschungsfelder der molekularen und biomedizinischen Biologie.
Im Jahre 2024, arbeiteten 529 Personen am Biozentrum, davon 32 Professoren.

## Lehre und Ausbildung – Studium am Biozentrum
Das Besondere am Biozentrums ist, dass man das Biologiestudium der Universität Basel hier vor Ort in einem Forschungsinstitut absolviert. So ist man von Anfang an in ein aktives, «echtes» Forschungsumfeld eingebunden und erlebt vom ersten Studientag an hautnah den Alltag in der Forschungsbiologie. Neben dem theoretischen Wissen erlernen die Studenten auch das Erarbeiten experimenteller Methoden und sammeln so praktische Erfahrungen in der aktiven Forschung. Die Ausbildung zum Forschungsbiologen umfasst drei Stufen:
1. Studium: Mit dem Studienkonzept Bachelor/Master («Bologna-Modell») beträgt die Studienzeit bis zum Master of Science in Molecular Biology ca. 4,5 Jahre. Den Abschluss bildet im letzten Jahr eine praktische Masterarbeit in einer Forschungsgruppe. Seit 2024 bietet das Biozentrum auch den Master of Science in Physics of Life an.
2. Doktorat: Die weitere Ausbildung erfordert die Bearbeitung eines eigenen Projekts in einem Zeitraum von etwa 3 Jahren. Jährlich schliessen ca. 25 Doktoranden am Biozentrum als Dr. phil. nat. ab. Hinzu kommen etwa genauso viele, die – vom Biozentrum betreut – ihre Promotionsarbeit am Friedrich-Miescher-Institut, am Universitätsspital oder in einem Forschungslabor der Industrie durchführen.
Seit 2007 werden spezielle Stipendien vergeben für das internationale PhD Fellowships Programm am Biozentrum, ein Programm für besonders begabte Studierende im Rahmen der Exzellenzförderung.
3. Postdoktorat: Zur Erweiterung der Kenntnisse und des Horizontes verbringen junge Forscher meist einige Jahre in Forschungsgruppen im Ausland. Entsprechend arbeiten viele Postdoktoranden aus dem europäischen Ausland und aus Übersee im Biozentrum.

## Maurice E. Müller Institut für Strukturbiologie
Das Maurice E. Müller Institut für Strukturbiologie wurde 1986 auf Initiative von Eduard Kellenberger und mit Hilfe der Foundation Maurice E. Müller von Ueli Aebi und Andreas Engel gegründet. 1996 erfolgte die Integration in das Biozentrum der Universität Basel. Ueli Aebi war bis zu seiner Emeritierung 2012 dessen Direktor.

## Biozentrum in Zahlen
Mitarbeitende 2024
Mitarbeitende insgesamt: 529
Professoren: 32
Postdoktoranden: 103
Doktoranden: 137
Wissenschaftliche Mitarbeitende: 47
Masterstudenten: 42
Labor/Technik: 129
Administration: 39
Jahresrechnung 2024
Gesamtaufwand: 74,9 Mio. CHF
Universität Basel: 67,7 %
Schweizerischer Nationalfonds: 18,7 %
Schweizerisches Institut für Bioinformatik: 2,1 %
Andere Geldgeber 11,5 %

## Namhafte Personen
Die folgenden namhaften Personen arbeiten oder arbeiteten am Biozentrum:
- Jan Pieter Abrahams
- Ueli Aebi
- Markus Affolter
- Silvia Arber
- Werner Arber
- Marek Basler
- Attila Becskei
- Thomas A. Bickle
- Dirk Bumann
- Guy R. Cornelis
- Christoph Dehio
- Médéric Diard
- Fiona Doetsch
- Flavio Donato
- Knut Drescher
- Andreas Engel
- Benjamin D. Engel
- Jürgen Engel
- Walter Gehring
- Stephan Grzesiek
- Michael N. Hall
- Christoph Handschin
- Sebastian Hiller
- Maria Hondele
- Urs Jenal
- Claudia Keller Valsecchi
- Anissa Kempf
- Yuping Li
- Roderick Lim
- Timm Maier
- Susan Mango
- Urs A. Meyer
- John Graham Nicholls
- Erich Nigg
- Richard Neher
- Jean Pieters
- Heinrich Reichert
- Markus Rüegg
- Gottfried Schatz
- Peter Scheiffele
- Alexander F. Schier
- Tilman Schirmer
- Torsten Schwede
- Anna Seelig-Löffler
- Joachim Seelig
- Anne Spang
- Martin Spiess
- Henning Stahlberg
- Erik van Nimwegen
- Mihaela Zavolan

## Ehemalige Departementsleiter
Von 1973 bis 2009 wurde das Biozentrum von einem Obmann geleitet. Seit 2009 wird es von einem Direktor geführt. Die folgenden Personen hatten diese Position inne.
| 1971–1973    | kein Obmann         |
| 1973–1975    | Max M. Burger       |
| 1975–1977    | Max M. Burger       |
| 1977–1979    | Jürgen Engel        |
| 1979–1981    | Werner Arber        |
| 1981–1983    | Werner Arber        |
| 1983–1985    | Gottfried Schatz    |
| 1985–1987    | Kasper Kirschner    |
| 1987–1989    | Walter J. Gehring   |
| 1989–1991    | Johan N. Jansonius  |
| 1991–1993    | Thomas A. Bickle    |
| 1993–1995    | Urs A. Meyer        |
| 1995–1997    | Walter Keller       |
| 1997–1999    | Joachim Seelig      |
| 1999–2000    | Andreas Engel       |
| 2000–2009    | Joachim Seelig      |
| 2009–2018    | Erich Nigg          |
| 2018 – heute | Alexander F. Schier |